# Gare de Lugaritz
La gare de Lugaritz est une gare ferroviaire espagnole de la ligne métrique Saint-Sébastien - Hendaye. Elle est située en bordure du quartier Ibaeta dans la ville de Saint-Sébastien, dans la province de Guipuscoa et la communauté autonome du pays basque. 
C'est une gare appartenant à l'entreprise publique Euskal Trenbide Sarea - Red Ferroviaria Vasca, dépendant du gouvernement basque. Surnommée « El Topo (la taupe) » elle est exploitée par l'opérateur Euskotren Trena.

## Situation ferroviaire
La gare de Lugaritz est située sur la ligne du métro de Saint-Sébastien, entre les gares de Amara-Donostia et d'Añorga.
Souterraine, elle est dotée de deux voies encadrées par deux quais latéraux.

## Histoire
La voie ferrée du réseau Euskotren dessert depuis les origines du réseau le quartier. À l'origine sur une seule voie et suivant un tracé différent, elle a été remplacée en 2005 par une nouvelle ligne souterraine à double voie. L'ancienne ligne a quant à elle été transformée en piste cyclable. La gare de Lugaritz a été inaugurée à cet effet le 10 mars 2005.

## Service des voyageurs

### Accueil
Gare Euskotren Trena, elle dispose d'un guichet ainsi que d'automates. Elle est équipée d'escaliers et d'ascenseurs permettant de descendre au niveau de chacun des deux quais, suivant la destination choisie.

### Desserte

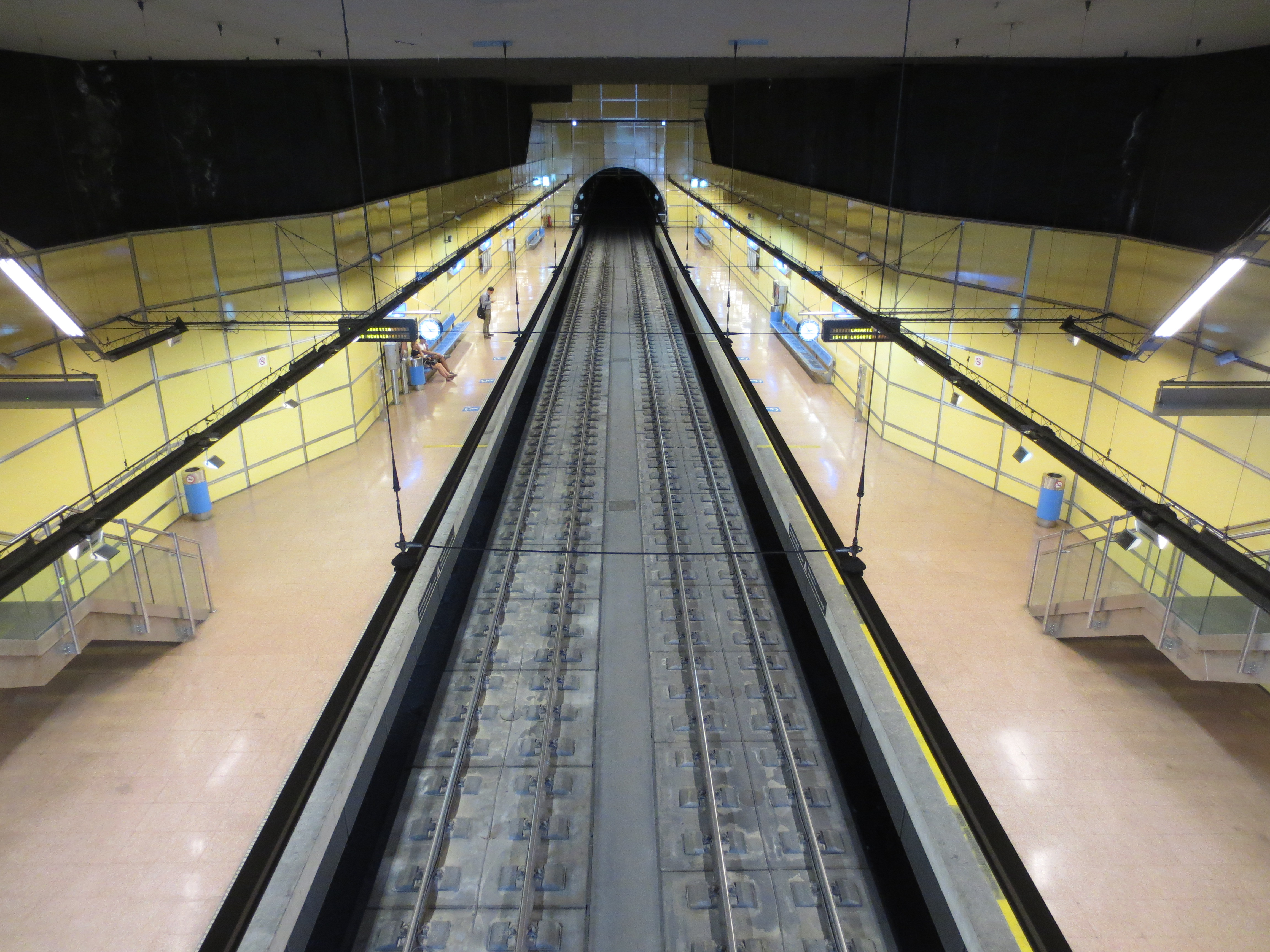
L'intérieur de la gare.

Lugaritz est desservie par les trains des lignes E1 (en direction de Zumaia et Bilbao) et E2 (à destination de Lasarte-Oria) d'Euskotren.
La ligne E1 est desservie toutes les demi-heures avec un train continuant toutes les heures jusqu'à Bilbao tandis que la ligne E2 est desservie tous les quarts d'heure avec un train sur deux prolongé jusqu'à Hendaye.

### Intermodalité
La gare est en correspondance avec les lignes 27, 43 et 45 du réseau urbain d'autobus DBUS à l'arrêt Lugaritz - Eusko Tren.